# Pietrabruna

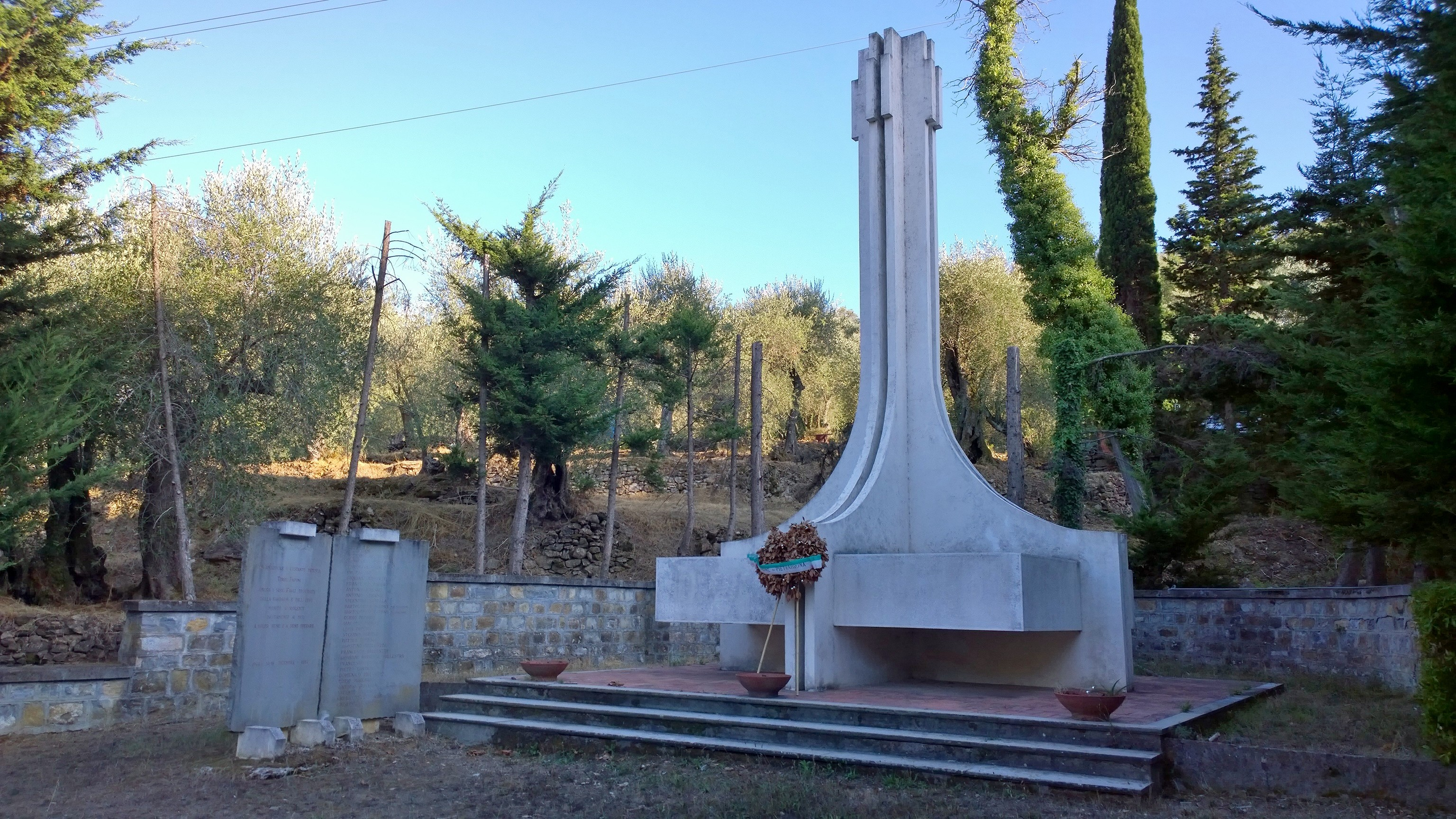
Das Denkmal am Ortseingang nach Torre Paponi

Pietrabruna (im Ligurischen: Priabrùna) ist eine norditalienische Gemeinde mit 414 Einwohnern (Stand 31. Dezember 2023) in der Region Ligurien, politisch gehört sie zur Provinz Imperia.

## Lage
Das autofreie Bergdorf inmitten von Olivenhainen und Eichenwäldern zu Füßen des Monte Follia liegt etwa fünf Kilometer Luftlinie vom Mittelmeer in einem Seitental südwestlich von Dolcedo, dem Valle di San Lorenzo, und ist über die serpentinenreiche Provinzstraße SP45 in nicht ganz zehn Kilometer Entfernung mit dem Küstenort San Lorenzo al Mare verbunden. Die benachbarten Ortsteile Boscomare und Torre Paponi sind über die SP45 oder kleine Nebenstraßen erreichbar. Es existiert eine Busverbindung in den Ort.

## Geschichte
Das Dorf wurde erst im späten Mittelalter gegründet. Im Besitz der Familie Clavesana wurde es 1162 dem damaligen Herren von Lengueglia, Anselmo die Quaranta, übergeben. Die Herren von Lengueglia waren ein Adelsgeschlecht, die vom benachbarten Lingueglietta aus die Bergregion beherrschten. Wohl Ende des 12. Jahrhunderts wurde das Dorf von Porto Maurizio als Lehen erworben. Die Bewohner Porto Maurizios zerstörten das ursprünglich schon befestigte Dorf und erbauten eine neue Ansiedlung auf heutiger höher gelegener Position. Im Jahre 1613 erreicht der Ort seine Eigenständigkeit.
Das den Opfern der Bombardierung durch die Wehrmacht vom 14. bis 16. Dezember 1944 gewidmete Denkmal entwarf 1984 der Architekt Papone Bartolomeo im Weiler Torre Paponi. Das Kriegsverbrechen, bei dem der Weiler in Brand gesetzt und 28 Menschen getötet wurden, war nach Darstellung der Nazis eine Rache für die Erschießung eines deutschen Wehrmachtsangehörigen nahe Imperias.

### Kirchen
Porto Maurizio ließ die Kirche des Hl. Matthäus erbauen, die nicht mehr erhalten ist, da an ihrer Stelle 1844 eine klassizistische Predigerkirche, die einzige diesen Stils in großem Umkreis, erbaut wurde. Restaurierungen geben ihr inzwischen ein barockes Aussehen. Die Kirche hat die Form eines Kreuzes. Außerhalb und unterhalb Ortes am heutigen Friedhof liegt die romanische Kirche des Hl. Gregor aus dem 12. Jahrhundert mit gotischen Portalen. Interessant ist im Ort noch die Predigerkirche der Hl. Maria, die einem Büßerorden, dem Orden der weißen Büßer, gehört. Die Kirche ist ein Bau aus dem Übergang des 16. ins 17. Jahrhundert und hat ihr Aussehen weitgehend bewahrt. An der Fassade befindet sich ein Fresko des Malers Portorino Domenico Virenti.

## Geographie
Pietrabruna, Hauptsitz der Gemeindeverwaltung, mit den Weilern Boscomare (südlich) und Torre Paponi (südöstlich), liegt an den Hängen des 1149 Meter hohen Monte Faudo. Das typisch ligurische Bergdorf besteht in seinem historischen Ortskern aus charakteristischen Gassen und kleinen Plätzen. Pietrabruna gehört zu der Comunità Montana dell’Olivo und ist circa 17 Kilometer von der Provinzhauptstadt Imperia entfernt.
Nach der italienischen Klassifizierung bezüglich seismischer Aktivität wurde die Gemeinde der Zone 2 zugeordnet. Das bedeutet, dass sich Pietrabruna in einer seismisch moderat bis stark aktiven Zone befindet.

## Klima
Die Gemeinde wird unter Klimakategorie D klassifiziert, da die Gradtagzahl einen Wert von 2093 besitzt. Das heißt, die in Italien gesetzlich geregelte Heizperiode liegt zwischen dem 1. November und dem 15. April für jeweils 12 Stunden pro Tag.

## Trivia
Der Ort ist bekannt für seine Spezialität der La Stroscia, einem süßen Mürbegebäck, das heute noch vor allem zum Fest des Hl. Matthäus traditionell im Ort gebacken wird. Die umgebenden Olivenhaine sind heute, neben dem Tourismus, noch Erwerbsquelle der Bewohner und bestehen überwiegend aus der lokalen ligurischen Taggiasca Olive.